# New Sensor Corporation
New Sensor Corporation mit Sitz in New York City (Firmensitz: 32-33 47th Avenue, Long Island City, NY 11101, USA) ist ein Hersteller von Elektronenröhren, Effektgeräten und Röhrenverstärkern für Musikinstrumente. Das Unternehmen wurde Ende der 1960er Jahre von dem Unternehmer Mike Matthews gegründet und befindet sich auch heute noch im Privatbesitz. 
New Sensor gehören auch die Marken Sovtek und Electro-Harmonix. Letzteres wurde ursprünglich als eigenständiges Unternehmen ebenfalls von Mike Matthews Ende der 1960er Jahre gegründet. Ende der 1990er Jahre, nach dem Zerfall der Sowjetunion, übernahm New Sensor die Markenrechte und Fertigungsstätte von ExpoPul/Sovtek (einem ehemaligen Industriekombinat) in Saratow, Russland.  Diese werden von der Firma ebenfalls genutzt um Röhren der eigenen Hausmarke Electro-Harmonix herzustellen. Offenbar hat New Sensor danach die Rechte für die Verwendung von Marken ehemaliger Röhrenhersteller von ihren damaligen Eigentümern erworben. So werden derzeit neben Röhren der Marken Sovtek und Electro-Harmonix auch Röhren der Marken Tung-Sol, Mullard und Svetlana von New Sensor gefertigt und vertrieben. Namhafte Hersteller von Gitarrenverstärkern lassen bei der Firma auch spezielle Serien von Röhren nach eigenen Herstellungs- und Selektionsparametern fertigen. So werden auch für Mesa Engineering eigene, „gelabelte“ Röhren oder die mit „Marshall“ bezeichneten Röhren für Marshall Amplification hergestellt.
New Sensor ist heute einer der weltweit größten Hersteller von Elektronenröhren. Die Firma vertreibt eigene Röhren und die Röhren anderer Hersteller über eine eigene Internetplattform.